# Changey
Changey é uma comuna francesa na região administrativa de Grande Leste, no departamento de Haute-Marne. Estende-se por uma área de 6,67 km². Em 2010 a comuna tinha 312 habitantes (densidade: 46,8 hab./km²).